# Гагарин, Никита Никитич
Князь Никита Никитич Гагарин по прозвищу Сеченая Щека (ум. январь 1643) — дворянин московский и воевода из рода князей Гагариных во время правления царя Михаила Фёдоровича .
Младший сын помещика Рязанского уезда князя Никиты Фёдоровича Гагарина. Его старший брат — князь Семён Никитич Гагарин.
Своё прозвище получил из-за ранения в щёку саблей в 1615 году в Орловском бою князя Дмитрия Михайловича Пожарского с Александром Лисовским.

## Биография
В 1614—1615 годах воевода в Старице, где он составил дозорную книгу посадских дворов и дворовых мест города.
В 1616—1617 годах воевода в Вязьме. В июне 1617 года князю Гагарину и князю Якову Авксентьевичу Дашкову было приказано ехать из Москвы сначала в Калугу, а затем указано быть ему первым воеводой и ехать к атаманам и казакам, которые стоят за рекой Угрой, и сообщить от имени царя, что им всем велено быть на службе в одном месте и что им будет выдано жалование.
В 1619—1621 годах воевода в Ржеве. В 1622 году первый пристав у турецкого посла.
В 1623—1624 годах воевода в Царицыне. В 1623 году князь Гагарин присутствовал на свадьбе царевича Михаила Кайбуловича с дочерью Григория Ляпунова, где он был в числе «сидячих бояр», а его жена Марфа Михайловна в «сидячих боярынях». Гагарин «бил челом», что ему не положено сидеть ниже Ивана Дмитриевича Плещеева, а его жене ниже Вельяминовой, в итоге их усадили силой. В этом же году ехал перед Государём вместо окольничего при его богомольном походе в Николо-Угрешский монастырь.
В 1625 и 1627 годах он бывал у государева стола и у стола патриарха Филарета Никитича.
В 1626—1628 годах второй воевода в Пскове (товарищ при князе Василии Ивановиче Туренине). В 1626 году вновь подготавливал станы при богомольном походе Государя в Николо-Угрешский монастырь.
В 1629—1630 воевода в Сольвычегодске.
В 1632—1634 воевода в Путивле. Также упомянут: в марте 1632 года встречал в Вязьме немецкого посла и был у него первым приставом по пути в Москву, а в мае отправлен в Архангельск встречать наёмных немцев. В июне 1633 года, будучи первым воеводой в Путивле, князь Гагарин и его товарищ Андрей Усов доносили царю об осаде города литовцами и запорожскими черкасами, которые постоянно стреляли, подкапывались под город, отводили от него воду и присылали «смутные листы», тем не менее воеводы и ратные люди отстояли город. В день Благовещения следующего года воеводы получили награду за одержанную победу. Князю Гагарину было добавлено к поместному окладу 100 четей и увеличено денежное жалованье, а также он получил «на шелках шубу в 130 руб. и серебряный кубок в 4 гривенки».
В 1634 году второй судья в Судно-Владимирском приказе, в августе встречал сначала голштинских, а в сентябре шведских послов в Золотой палате. Осенью 1635 года он направлен к Рязанским засекам, а с ним инженер Юст Монсен, толмач Симон Карлуш, чертёжник и подьячий Харитон Гордеев, для осмотра и ремонта засек.
В 1636—1637 годах он был товарищем у боярина Ивана Васильевича Морозова, в период его пребывания главным судьей во Владимирском Судном приказе.
В 1636—1638 годах второй воевода в Казани.
С марта 1640 года по сентябрь 1641 года первый воевода в Одоеве, для охранения от прихода крымцев и нагайцев.
В октябре 1631 года купил у подьячего Костромской чети Исака Парфеньева вотчину, деревню Каменка (Ивашково) с пустошами в Горетовом стане Московского уезда, а в апреле 1635 года у Прокофия Никитича Творогова  — пустошь деревню Высокое на реке Вязьме в Глухолитвинском стане Вяземского уезда.
Был женат на Марфе Михайловне №№, но по родословной росписи показан бездетным.
27 января 1643 года его тело было привезено князем Иваном Федоровичем Шаховским и князем Иваном Андреевичем Гагариным из Москвы в Псково-Печерский монастырь и похоронено в пещерах. 27 сентября 1646 года по его духовной грамоте в монастырь дана деревня Каменка в Московском уезде. В Кормовой книге монастыря написано: «10 февраля. Память творить по князе Никите Никитиче Гагарине да по княгине его Марии Феодоровне Шаховской»

## Критика
А.П. Барсуков в своём научном труде упоминает стольника Никиту Никитича Гагарина, который в 1691 году был воеводой в Путивле. Данный представитель рода к описанному вверху не имеет отношение, так как на это время ему было бы не менее 100 лет.
В Боярской книге тоже вероятно имеется смешивание двух представителей рода, князей Гагариных Никиты Никитичей. В данном источнике, вероятно, указан описанный выше князь Никита Никитич — в 1627-1640 годах московский дворянин и второй князь Никита Никитич — стряпчий в 1677 году и стольник 1680-1692 годах, который вероятно и был в 1691 году воеводой в Путивле.
В Российской родословной книге П.В. Долгорукова, также произведена эта ошибка и в поколенной росписи князей Гагариных имеется только один князь № 71 Никита Никитич Гагарин.
М.Г. Спиридов отдельно от выше описанного № 3400, показывает ещё князя № 3459 Никиту Никитича Гагарина, упомянутого стольником, в 1687 году участвовал есаулом в Крымском походе, в 1696 году ротмистр третьей роты стольников в Азовском походе против турок и татар и упомянутого в 1703 году сто тридцатым стольником.